# شقيلة الأولى
شقيلات أو شقيلة كانت ملكة الأنباط.

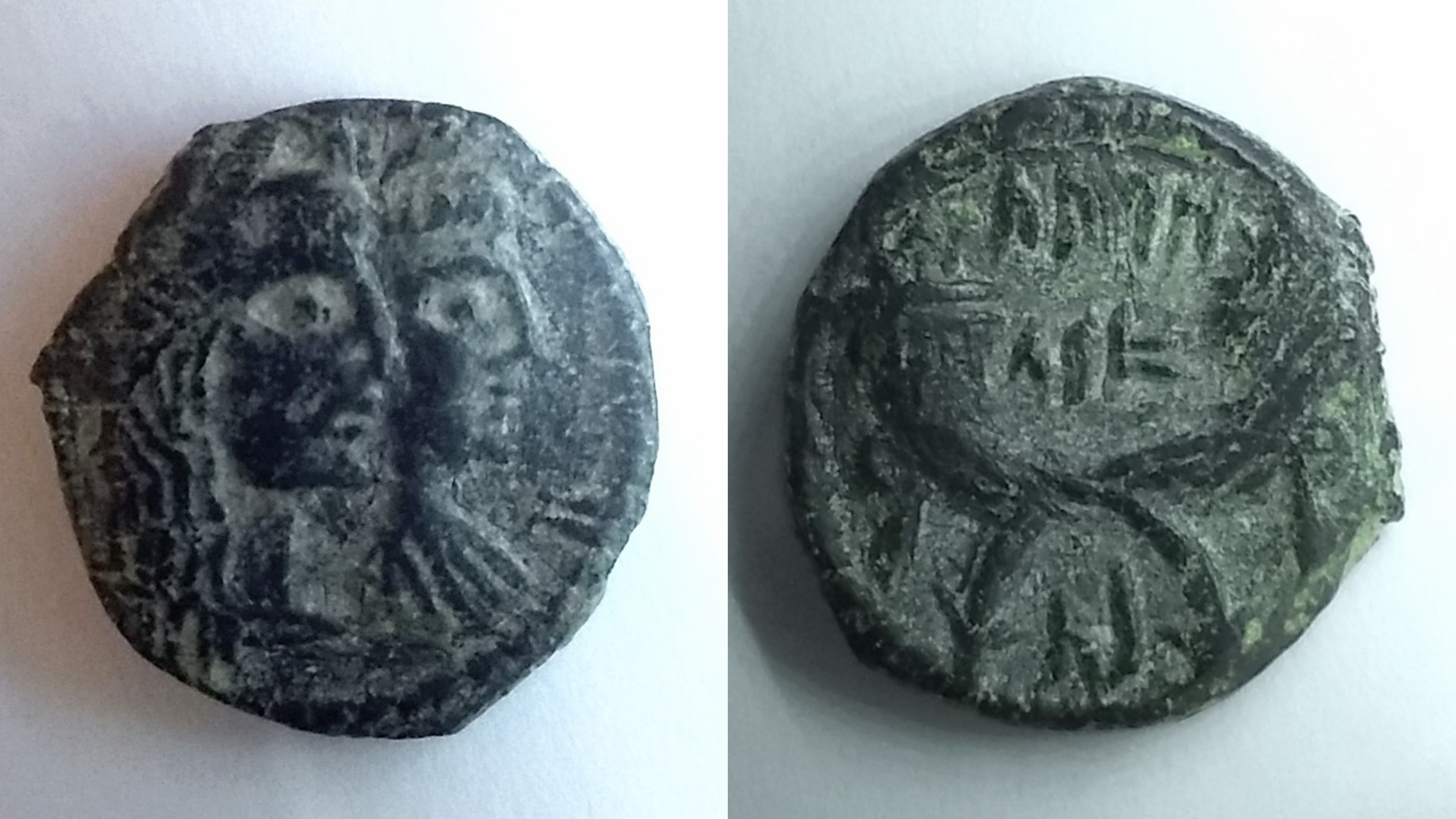
مملكة الأنباط ، الحارث الرابع وشقيلة، 9 ق.م. - 40 م.، AE18. الوجه: تمثال نصفي للحارث الرابع وشقيلات؛ الوجه الآخر: قرن قرآن متقاطع؛ اسم الحارث الرابع وشقيلات بالخط النبطي. تصنيف VF

كانت الزوجة الثانية والحاكم المشارك للحارث الرابع من الأنباط  في الفترة من 16 إلى 40 م.
تزوجت من الملك أريتاس الرابع في عام 16 م وأنجبت منه أربعة أطفال: هاجرو أو هاجر، مالك، جميلة، وشقيلة الثانية.
ويؤكد على دورها كملكة وقربها من الملك من خلال لقبها "أخت الملك".
وفي عهد الملك الحارث الرابع وشاكيلات امتدت التجارة إلى مناطق بعيدة في العالم القديم وازدهرت الصناعة والتجارة والحضارة الأنباطية .
وقد تم العثور على عملات نحاسية وفضية تصورها مع زوجها، وهي تقدم نماذج وأمثلة معبرة عن الحضارة النبطية من حيث ثقافة الملابس. 

## طالع أيضًا
- قائمة حكام الأنباط [الإنجليزية]
- شقيلة الثاني

## روابط خارجية
- آخر زيارة لموقع "نساء في السلطة" كانت في ١٦ ديسمبر ٢٠١٨
- آخر زيارة لـ "شقيلات" كانت في ١٦ ديسمبر ٢٠١٨